# 光模块
光模块是进行光电和电光转换的光电子器件。光模块的发送端把电信号转换为光信号，接收端把光信号转换为电信号。光模块按照封装形式分类，常见的有SFP，SFP+，SFF，千兆乙太網路介面轉換器（GBIC）等。